# Ha maradnék
A Ha maradnék (eredeti cím: If I Stay) 2014-ben bemutatott amerikai tini romantikus-filmdráma, melyet R. J. Cutler rendezett Gayle Forman 2009-es, azonos című regénye alapján. A főszerepet Chloë Grace Moretz, Mireille Enos, Jamie Blackley, Joshua Leonard, Stacy Keach és Aisha Hinds alakítja.
A filmet az Amerikai Egyesült Államokban 2014. augusztus 22-én mutatták be, míg Magyarországon szeptember 11-én a Fórum Hungary jóvoltából. A projekt világszerte 78,9 millió dolláros bevételt hozott.
A fiatal Mia Hall élete egy pillanat alatt megváltozik, miután egy autóbaleset következtében kómába esik. Egy testen kívüli élmény során el kell döntenie, hogy felébred vagy egy olyan életet él tovább, ami sokkal másabb, mint amit elképzelt.

## Szereplők
| Szerep        | Színész            | Magyar hang     |
| ------------- | ------------------ | --------------- |
| Mia Hall      | Chloë Grace Moretz | Csuha Borbála   |
| Adam Wilde    | Jamie Blackley     | Berkes Bence    |
| Kat Hall      | Mireille Enos      | Bertalan Ágnes  |
| Denny Hall    | Joshua Leonard     | Makranczi Zalán |
| George Hall   | Stacy Keach        | Kajtár Róbert   |
| Ramirez nővér | Aisha Hinds        | Zsolnai Júlia   |
| Willow        | Lauren Lee Smith   | Kis-Kovács Luca |
| Kim Schein    | Liana Liberato     | Berkes Boglárka |
| EMT           | Aliyah O'Brien     | Bor László      |
| Teddy Hall    | Jakob Davies       | Pál Dániel Máté |

## Filmkészítés
2010 decemberében jelentették be, hogy a Ha maradnék című regény alapján készül filmet a Summit Entertainment forgalmazza, valamint Dakota Fanning, Chloë Grace Moretz és Emily Browning tárgyalásokat folytatnak Mia szerepére. A rendezést Catherine Hardwicke vállalta, de helyére a brazil filmrendező Heitor Dhalia került, aki később szintén elhagyta a filmet. 2013. január 24-én hivatalosan is Moretz kapta meg a főszerepet, és R. J. Cutler lett a film új rendezője. Trevor Smith-t társproducerként vették fel. A film forgatása október 30-án kezdődött Vancouver-ben.
2014 januárjában bejelentették, hogy a Metro-Goldwyn-Mayer és a Warner Bros. fogja forgalmazni a filmet, és a bemutatót augusztus 22-re tűzték ki.

## Számlista
A zenét Heitor Pereira szerezte. A filmzene 2014. augusztus 19-én jelent meg a WaterTower Music forgalmazásában. Az Amerikai Egyesült Államokban a Billboard 200-as listán az 54., Ausztráliában pedig a 77. helyen végzett.
A vancouveri alternatív rockzenekar, a Hawking többször is szerepelt a filmben Willamette Stone néven.
Adam Wilde Willamette Stone nevű zenekarának összes dalát, köztük a The Smashing Pumpkins "Today" című dalának feldolgozását Adam Lasus indie rock producer készítette.
| If I Stay: Original Motion Picture Soundtrack | If I Stay: Original Motion Picture Soundtrack                                         | If I Stay: Original Motion Picture Soundtrack | If I Stay: Original Motion Picture Soundtrack | If I Stay: Original Motion Picture Soundtrack | If I Stay: Original Motion Picture Soundtrack | If I Stay: Original Motion Picture Soundtrack | If I Stay: Original Motion Picture Soundtrack | If I Stay: Original Motion Picture Soundtrack | If I Stay: Original Motion Picture Soundtrack |
| #                                             | Cím                                                                                   | Előadó                                        | Hossz                                         |                                               |                                               |                                               |                                               |                                               |                                               |
| --------------------------------------------- | ------------------------------------------------------------------------------------- | --------------------------------------------- | --------------------------------------------- | --------------------------------------------- | --------------------------------------------- | --------------------------------------------- | --------------------------------------------- | --------------------------------------------- | --------------------------------------------- |
| 1.                                            | Who Needs You                                                                         | The Orwells                                   | 3:19                                          |                                               |                                               |                                               |                                               |                                               |                                               |
| 2.                                            | Until We Get There                                                                    | Lucius                                        | 3:28                                          |                                               |                                               |                                               |                                               |                                               |                                               |
| 3.                                            | I Want What You Have                                                                  | Willamette Stone                              | 3:30                                          |                                               |                                               |                                               |                                               |                                               |                                               |
| 4.                                            | All of Me                                                                             | Tanlines                                      | 3:50                                          |                                               |                                               |                                               |                                               |                                               |                                               |
| 5.                                            | Promise                                                                               | Ben Howard                                    | 6:21                                          |                                               |                                               |                                               |                                               |                                               |                                               |
| 6.                                            | Never Coming Down                                                                     | Willamette Stone                              | 3:23                                          |                                               |                                               |                                               |                                               |                                               |                                               |
| 7.                                            | Halo                                                                                  | Ane Brun and Linnea Olsson                    | 3:52                                          |                                               |                                               |                                               |                                               |                                               |                                               |
| 8.                                            | I Will Be There                                                                       | Odessa                                        | 4:35                                          |                                               |                                               |                                               |                                               |                                               |                                               |
| 9.                                            | Mind                                                                                  | Willamette Stone                              | 3:13                                          |                                               |                                               |                                               |                                               |                                               |                                               |
| 10.                                           | Morning                                                                               | Beck                                          | 5:22                                          |                                               |                                               |                                               |                                               |                                               |                                               |
| 11.                                           | I Never Wanted to Go                                                                  | Willamette Stone                              | 3:33                                          |                                               |                                               |                                               |                                               |                                               |                                               |
| 12.                                           | Karen Revisited                                                                       | Sonic Youth                                   | 11:12                                         |                                               |                                               |                                               |                                               |                                               |                                               |
| 13.                                           | Today                                                                                 | Willamette Stone                              | 2:42                                          |                                               |                                               |                                               |                                               |                                               |                                               |
| 14.                                           | Heart Like Yours                                                                      | Willamette Stone                              | 3:20                                          |                                               |                                               |                                               |                                               |                                               |                                               |
| 15.                                           | Heal (If I Stay version)                                                              | Tom Odell                                     | 3:13                                          |                                               |                                               |                                               |                                               |                                               |                                               |
| 16.                                           | Suite No. 1 in G Major for Solo Cello, BWV 1007: Prelude (deluxe edition bonus track) | Composed by Johann Sebastian Bach             | 2:58                                          |                                               |                                               |                                               |                                               |                                               |                                               |
| 17.                                           | Cello Concerto in A Minor, op. 33 (deluxe edition bonus track)                        | Composed by Camille Saint-Saëns               | 1:20                                          |                                               |                                               |                                               |                                               |                                               |                                               |
| 18.                                           | Sonata in B Minor for Solo Cello, op. 8 (deluxe edition bonus track)                  | Alisa Weilerstein (composed by Kodály Zoltán) | 3:46                                          |                                               |                                               |                                               |                                               |                                               |                                               |
| 72:57                                         |                                                                                       |                                               |                                               |                                               |                                               |                                               |                                               |                                               |                                               |

## Bevétel
2014. november 20-ig a Ha maradnék világszerte 78 396 071 dolláros bevételt ért el 11 millió dolláros költségvetéssel szemben.
A film a 3. helyen nyitott 2907 helyszínen Észak-Amerikában a Galaxis őrzői és a Tini nindzsa teknőcök mögött, amelyek a negyedik, illetve a harmadik héten nyitottak. A nyitónapon 6 827 007 dollárt keresett, amivel a nap első helyét szerezte meg.

### Elismerések
| Díj                    | Kategória                                             | Átvevő(k)                                             | Eredmény | Hivatkozás    |
| ---------------------- | ----------------------------------------------------- | ----------------------------------------------------- | -------- | ------------- |
| People’s Choice Awards | Kedvenc drámai film                                   | Kedvenc drámai film                                   | Jelölve  | [ 17 ] [ 18 ] |
| People’s Choice Awards | Kedvenc drámai filmszínésznő                          | Chloë Grace Moretz                                    | Elnyerte | [ 17 ] [ 18 ] |
| Teen Choice Awards     | Teen Choice Award a Legjobb film - dráma kategóriában | Teen Choice Award a Legjobb film - dráma kategóriában | Elnyerte | [ 19 ]        |
| Teen Choice Awards     | Filmszínésznő választás: Dráma                        | Chloë Grace Moretz                                    | Elnyerte | [ 19 ]        |

## Médiakiadás
A Ha maradnék 2014. november 18-án jelent meg DVD-n és Blu-rayen a 20th Century Fox Home Entertainment forgalmazásában (az MGM engedélyével).

## Fordítás
- Ez a szócikk részben vagy egészben  az   If I Stay (film) című angol Wikipédia-szócikk fordításán alapul.  Az eredeti cikk szerkesztőit annak laptörténete sorolja fel. Ez a jelzés csupán a megfogalmazás eredetét és a szerzői jogokat jelzi, nem szolgál a cikkben szereplő információk forrásmegjelöléseként.